# Círculo de piedras de Uragh

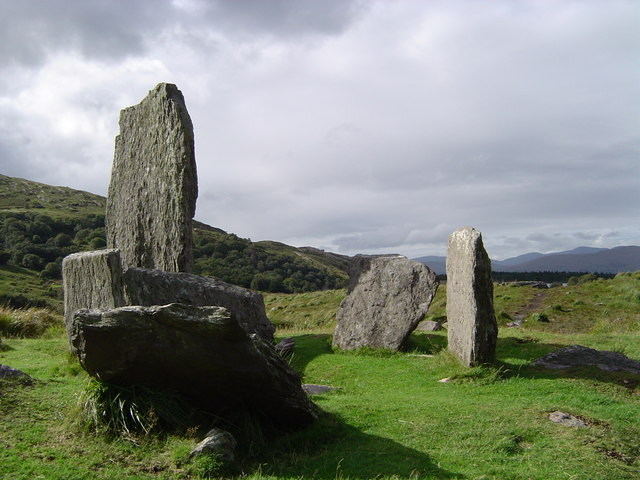
Vista cercana.

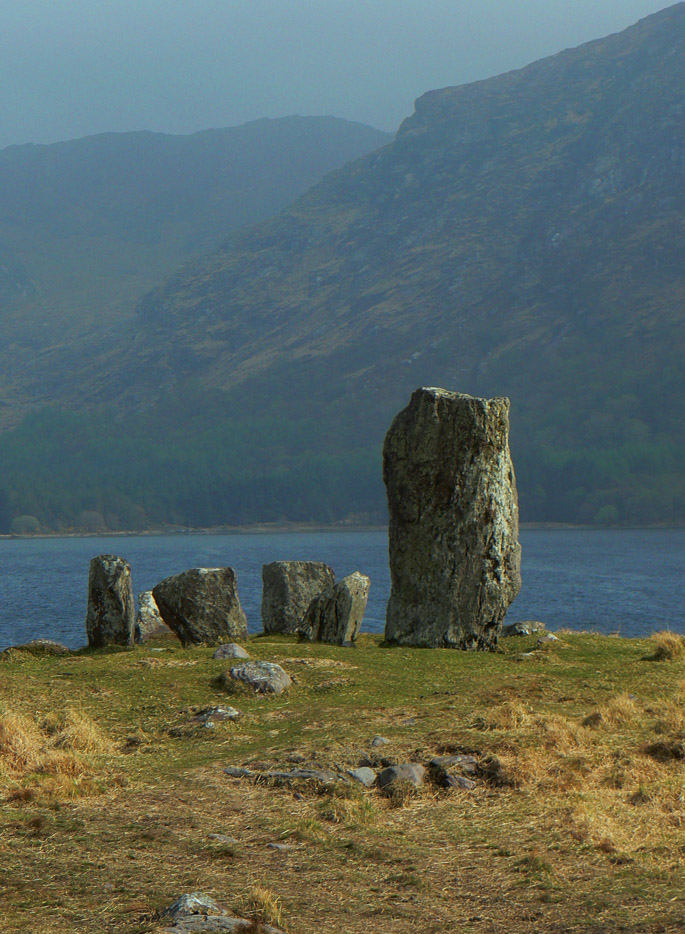
Vista cercana.

El círculo de piedras de Uragh es un monumento megalítico de Irlanda, situado en la parroquia de Tuosist, en el condado de Kerry. El círculo, de 2,4 metros de diámetro, lo forman cinco megalitos, de los cuales el mayor mide 3 metros.